# Pristimantis gualacenio
Pristimantis gualacenio es una especie de anfibio anuro de la familia Craugastoridae.

## Distribución geográfica
Esta especie es endémica de la provincia de Morona-Santiago en Ecuador. Se encuentra a 3200 m sobre el nivel del mar.

## Etimología
El nombre de la especie le fue dado en referencia al lugar de su descubrimiento, el Río Gualceño.

## Publicación original
- Urgilés, Sánchez-Nivicela, Nieves & Yánez-Muñoz, 2014: Terrestrial frogs in southern Andean ecosystems of Ecuador I: Two new species of Pristimantis (Anura: Craugastoridae) of the eastern versant/Ranas terrestres en los ecosistemas surandinos de Ecuador I: Dos nuevas especies de Pristimantis (Anura: Craugastoridae) de la ladera oriental. Avances en Ciencias e Ingeníerias, Sección B, Quito, vol. 6, p. 51–59.[3]